# Prima Divizie de fotbal din Malawi
Prima Divizie de fotbal din Malawi, cunoscută și cu numele de TNM Super League sau Telekom Super League, este primul eșalon din sistemul competițional fotbalistic din Malawi.

## Foste campioane
- 1986 : Bata Bullets (Blantyre)
- 1987 : CIVO United (Lilongwe)
- 1988 : MDC United (Blantyre)
- 1989 : ADMARC Tigers (Blantyre)
- 1990 : Limbe Leaf Wanderers (Blantyre)
- 1991 : Bata Bullets (Blantyre)
- 1992 : Bata Bullets (Blantyre)
- 1993 : Silver Strikers (Lilongwe)
- 1994 : Silver Strikers (Lilongwe)
- 1995 : Limbe Leaf Wanderers (Blantyre)
- 1996 : Silver Strikers (Lilongwe)
- 1997 : Telecom Wanderers (Blantyre)
- 1998 : Telecom Wanderers (Blantyre)
- 1999 : Bata Bullets (Blantyre)
- 2000 : Bata Bullets (Blantyre)
- 2001 : Total Big Bullets (Blantyre)
- 2002 : Total Big Bullets (Blantyre)
- 2003 : Bakili Bullets (Blantyre)
- 2004 : Bakili Bullets (Blantyre)
- 2005-06 : Big Bullets (Blantyre)
- 2006 : MTL Wanderers (Blantyre)
- 2007 : Escom United (Blantyre)
- 2008 : Silver Strikers (Lilongwe)
- 2009-10 : Silver Strikers (Lilongwe)

## Performanțe după club
| Club                                                   | Oraș     | Titluri | Ultimul titlu |
| ------------------------------------------------------ | -------- | ------- | ------------- |
| Bullets [incluzând Bata/Total Big/Bakili Bullets]      | Blantyre | 10      | 2005          |
| Wanderers [incluzând Limbe Leaf/Telecom/MTL Wanderers] | Blantyre | 5       | 2006          |
| Silver Strikers                                        | Lilongwe | 5       | 2008          |
| Escom United                                           | Blantyre | 1       | 2007          |
| ADMARC Tigers                                          | Blantyre | 1       | 1989          |
| CIVO United                                            | Lilongwe | 1       | 1987          |
| MDC United                                             | Lilongwe | 1       | 1988          |

## Golgeteri
| An      | Golgeter         | Echipă       | Goluri |
| 2002    | Heston Munthali  | MDC United   | 24     |
| 2003    | Ganizani Malunga | Bullets      | 28     |
| 2004    | Rodrick Douglas  | Illovo       | 18     |
| 2005-06 | Aggrey Kanyenda  | Wanderers    | 18     |
| 2006    | Aggrey Kanyenda  | Wanderers    | 16     |
| 2007    | Chiukepo Msowoya | Escom United | 17     |
| 2008    | Diverson Mlozi   | Bullets      | 14     |